# Сент-Олбанс (Вермонт)
Сент-Олбанс (англ. St. Albans) — город и административный центр округа Франклин в Вермонте в Соединённых Штатах Америки. Это единственный город в о́круге.
По данным переписи 2020 года, население города составило 6877 человек, что почти на сто жителей меньше (6860), чем в 2010 году.

## История
Разрешение на освоение земель, где ныне построен город Сент-Олбанс, было дано колониальным губернатором Беннингом Уэнтвортом 17 августа 1763 года Стивену Померою (англ. Stephen Pomeroy) и 63-м другим лицам.
Первое постоянное поселение европейцев, названное в честь города Сент-Олбанса в английском графстве Хартфордшир, появилось во время Американской революции. Война задержала дальнейшее заселение до 1785 года, но затем колонисты начали прибывать из южной части Новой Англии.
Фермеры вскоре обнаружили, что богатая суглинком почва идеально подходит для возделывания, а также для разведения крупного рогатого скота, лошадей и овец. Масло и сыр стали производиться здесь в больших количествах. Сент-Олбанс также стал известен как «Железнодорожный город», где располагались крупное депо, операционный центр и ремонтная мастерская железной дороги Вермонта и Канады. Был построен чугунолитейный завод, производились грузовые вагоны и работало несколько механических мастерских.
19 октября 1864 года здесь произошло самое северное сражение в ходе Гражданской войны в США, известное как Сент-Олбанский рейд.
В 1869 году Конгрегация Нотр-Дам основала в городе монастырь Вилла Барлоу и среднюю школу Святой Марии.
Сегодня это туристическое направление, известное своей архитектурой в викторианском стиле. Большая часть этого была построена в эпоху железных дорог, когда ежедневно через Сент-Олбанс проходило более 200 поездов.

## География
Город расположен в северо-западной части Вермонта, в 29 милях к северу от Берлингтона, самого густонаселенного города штата, который находится в округе Читтенден.
По данным Бюро переписи населения США, общая площадь города составляет 2,0 квадратных мили (5,3 км2), всё это суша.